# Edmilson dos Santos Silva
Edmilson dos Santos Silva, mais conhecido como Edmilson (Salvador, 15 de setembro de 1982), é um ex-futebolista brasileiro que atuava como atacante.

## Carreira
Edmilson começou a jogar futebol no Galícia, um dos mais tradicionais clubes baianos, historicamente ligado à colônia espanhola de Salvador.

### Palmeiras
Revelado pelo Palmeiras em 2001, Edmilson partiu cedo para o futebol do exterior.

### Futebol asiático

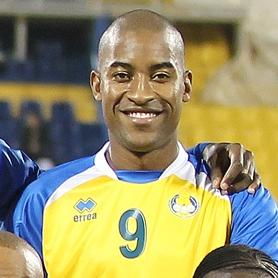
Emilson em 2012 com a camisa do Al-Gharafa, time do futebol asiático.

Consolidando sua carreira no Japão, onde passou por Albirex Niigata e Urawa Red Diamonds. Em 2011, chegou ao Al-Gharafa, do Qatar. Pouco utilizado no clube qatariano, recentemente retornou ao futebol japonês por empréstimo para atuar pelo FC Tokyo, do Japão, mas não obteve sucesso.

### Vasco da Gama

#### 2013
Em abril de 2013, acertou sua ida para o Vasco da Gama. Após um mau começo conseguiu ter um bom rendimento no final do brasileiro terminando o campeonato com 8 gols, mas não conseguiu evitar o rebaixamento do time para a segunda divisão.

#### 2014
Foi o artilheiro do Carioca com 11 gols e deu 4 assistências, decidiu várias partidas. Inclusive ganhou o apelido de Edmito pela torcida vascaína.

### Red Bull Brasil

#### 2015
Após não renovar seu contrato com o Vasco da Gama, Edmilson acerta com o Red Bull Brasil até o fim do Paulistão. Em 8 de fevereiro de 2015, Edmilson marcou seu primeiro gol com a camisa, mas sua equipe acabou derrotada para o Santos por 2–1.

### Chapecoense

#### 2015
Após uma passagem relâmpago pelo Red Bull Brasil, fazendo apenas 14 jogos e marcando 7 gols, Edmilson fechou com a Chapecoense para o resto de 2015. Onde vai voltar a jogar uma Série A.

### Cerezo Osaka
Em julho de 2015, após passagem relâmpago pela Chapecoense, Edmilson se transferiu para o Cerezo Osaka.

### Red Bull Brasil
Em janeiro de 2016, Edmílson acertou seu retorno ao Red Bull Brasil para a disputa do campeonato paulista.

### Sport
Em maio de 2016, Edmílson foi anunciado pelo Sport como reforço para a Série A do Campeonato Brasileiro.

## Títulos
Palmeiras
- Campeonato Brasileiro - Série B: 2003

Al-Gharafa
- Copa do Emir: 2012

Red Bull Brasil
- Campeonato Paulista do Interior: 2019

### Individuais
- Artilheiro do Campeonato Carioca: 2014 - (11 gols)[3]